# Jane Basin
Koordinaten: 62° 26′ S, 41° 47′ W
Das Jane Basin ist ein Backarc-Becken im antarktischen Weddell-Meer. Es liegt am Südrand des Sockels der Südlichen Orkneyinseln.
Entdeckt wurde es bei einer Fahrt des spanischen Polarforschungsschiffs Hespérides zwischen 1996 und 1997. Benannt ist es nach der Brigg Jane des britischen Seefahrers James Weddell.